# Stimorol
Stimorol est une marque commerciale de chewing-gum ou gomme à macher qui appartient à Perfetti Van Melle.

## Histoire

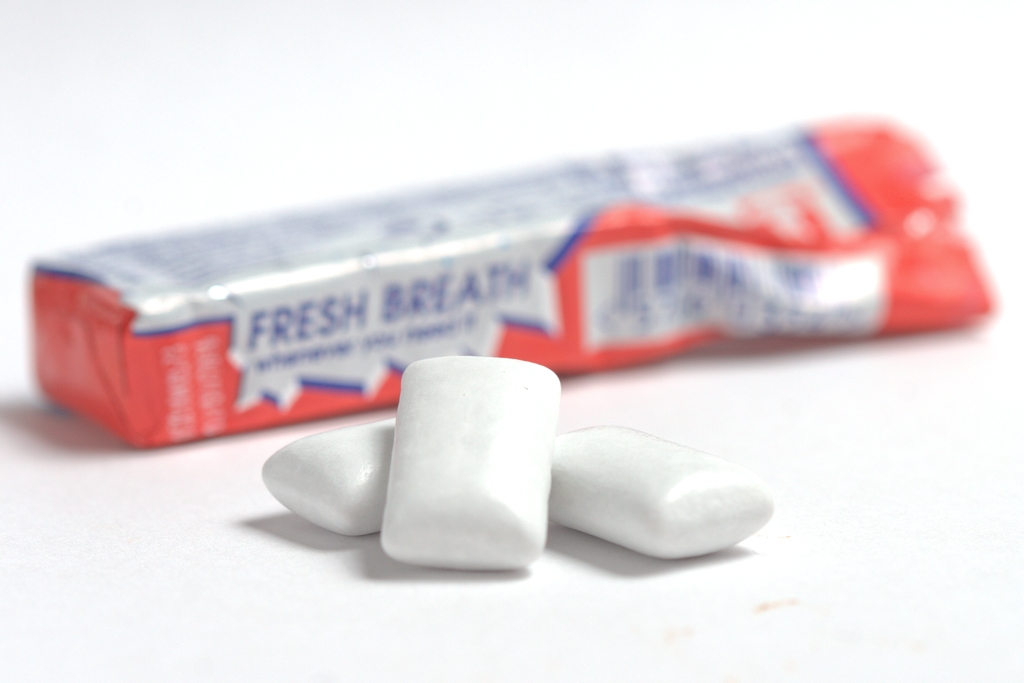
Trois dragées et un paquet entamé de chewing-gum Stimorol.

Stimorol est initialement produit par l'entreprise Dandy, fondée en 1915 par Holger Sørensen à Vejle au Danemark. « Stimorol » est commercialisé pour la première fois en 1956. À l'origine, il était seulement vendu en Scandinavie, mais plus tard, il fut disponible dans d'autres pays européens, à commencer par les Pays-Bas en 1959. En 1978, Stimorol commercialise un chewing-gum sans sucre et, dans les années 1990, propose une grande variété de parfums fruités ou à la menthe.
En 2002, la compagnie est achetée par Cadbury, qui renomme une partie des marques en Trident (en), mais pas Stimorol, qui est conservée. Au sein de Cadbury, la marque passe entre les mains du groupe américain Kraft Foods Group en 2010 puis de Mondelez International en 2012, à la suite d'une scission de Kraft Foods Group.
En décembre 2022, Mondelez International cède ses activités chewing-gum aux États-Unis, au Canada et en Europe au groupe Perfetti Van Melle pour 1,4 Md€$ (1,3 Md€). Le groupe italo-néerlandais reprend ainsi les marques  Trident (en), Stimorol et Hollywood, ainsi que les Cachou Lajaunie et les bonbons La Vosgienne. L’accord comprend aussi la reprise des sites de production de Rockford, aux Etats-Unis et de Skarbimierz, en Pologne.
En 1991, Renaud cite la marque dans la chanson "Dans ton sac" sur l'album Marchand de cailloux.